# Pedro Lucas
Pedro Lucas Tapias Obermuller , né le 26 juillet 2002, plus connu sous le nom de Pedro Lucas, est un footballeur brésilien qui joue au poste de milieu offensif au Ceará SC en prêt du Grêmio ainsi qu'en équipe du Brésil des moins de 17 ans.

## Carrière

### En club
En vue dès sa prime jeunesse avec ses exploits filmés sur le terrain, il fait notamment un essai concluant auprès du Real Madrid, décidant pourtant de rester au Brésil. Il est en 2019 lié au club de Grêmio jusqu'en 2021, avec une clause libératoire de 40 millions d'euros.
Auréolé du titre de champions du monde avec les moins de 17 ans, il retourne en club avec le potentiel pour intégrer l’effectif professionnel, notamment lors du Campeonato Gaúcho.

### En sélection nationale
En octobre et novembre 2019, il est sélectionné pour la Coupe du monde des moins de 17 ans au Brésil. Initialement hors du groupe, il rejoint en dernier l'équipe des moins de 17 ans pour pallier l'absence de Reinier, star de l'équipe, retenue avec son club de Flamengo.
Malgré ce statut de denier arrivé il gagne peu à peu sa place de titulaire, notamment à la suite de la blessure de Talles, délivrant au passage une performance décisive en quart de finale contre l'Italie avec deux passes décisives.
L'équipe du Brésil remporte ensuite la finale de la compétition, qu'elle n’a plus atteint depuis 2003, avec un Pedro Lucas est toujours titulaire.

## Style de jeu
Milieu offensif rapide et technique, il brille par sa capacité à décaler ses attaquants et attaquer la profondeur, par la passe ou par le dribble. Il est notamment comparé à l'international espagnol David Silva.

## Palmarès
Équipe du Brésil des moins de 17 ans
- coupe du monde des moins de 17 ans
  - Vainqueur en 2019.

## Statistiques
| Saison                | Club                  | Championnat           | Championnat | Championnat | Championnat | Coupe(s) nationale(s) | Coupe(s) nationale(s) | Coupe(s) nationale(s) | Compétition(s) continentale(s) | Compétition(s) continentale(s) | Compétition(s) continentale(s) | Compétition(s) continentale(s) | Ligue régionale | Ligue régionale | Ligue régionale | Total | Total | Total |
| Saison                | Club                  | Division              | M.          | B.          | P.d.        | M.                    | B.                    | P.d.                  | Comp.                          | M.                             | B.                             | P.d.                           | M.              | B.              | P.d.            | M.    | B.    | P.d.  |
| 2021                  | Grêmio                | Série A               | -           | -           | -           | -                     | -                     | -                     | CL+CS                          | 1+1                            | 0+0                            | 0+0                            | 6               | 1               | 0               | 8     | 1     | 0     |
| 2022                  | Grêmio                | Série B               | 9           | 0           | 0           | -                     | -                     | -                     | -                              | -                              | -                              | -                              | 2               | 0               | 0               | 11    | 0     | 0     |
| Total sur la carrière | Total sur la carrière | Total sur la carrière | 9           | 0           | 0           | -                     | -                     | -                     | -                              | 2                              | 0                              | 0                              | 8               | 1               | 0               | 19    | 1     | 0     |